# Oh My Darling, Clementine
Oh My Darling, Clementine, Roud 9611, är en folkvisa från de västra delarna av USA. Det påstås att den är gjord av Percy Montrose 1884 men vissa säger att den gjordes av Barker Bradford. Sången sägs vara baserad på en annan sång, Down by the River Liv'd a Maiden av H. S. Thompson från 1863.
Sången handlar om en man som förlorat sin käresta i en drunkningsolycka. Hon är dotter till en så kallad 49:er, det vill säga en guldgrävare under guldruschen i Kalifornien 1849. Till slut förälskar sig samme man i hennes syster.
Sången blev sedan snabbt populär, särskilt bland scouterna och andra grupper med unga människor, särskilt vid eld och utflykt, och det finns flera versioner av sången. Det finns även en skotsk version. Även andra sånger med samma melodi har gjorts med åren, och i Sverige har sportsupportrar sjungit hejaramsor på melodin.
1960 sjöng Lill-Babs och Simon Brehm in en svenskspråkig version vid namn "På en cykel för två".
Sången gav namn till filmen My Darling Clementine ("Laglöst land") från 1946.
Flera parodier på sången har skrivits, och framförs bland annat i den brittiska science fiction-komediserien Red Dwarf, där karaktären Lister sjunger första versen med en gammal "plutoniumgruvarbetare" på en asteroid.

## Publikation
- Barnvisor och sånglekar till enkelt komp, 1984 (på svenska som "O min älskling", text av "Clas Eriksson")

### Fotnoter
1. ↑  ”Pop och politik”. Sveriges Radio. 27 juli 2013. Arkiverad från originalet den 10 oktober 2013. https://web.archive.org/web/20131010153515/http://www.ur.se/Produkter/176278-Pop-och-politik-Motion. Läst 27 juli 2013.  ”Cirka 38:30 minuter in programmet”